# 謎解きLIVE
『謎解きLIVE』（なぞときライブ）は、NHK BSプレミアムが2013年に放送を開始した視聴者参加型のミステリードラマである。

## 概要
有名作家が書き下ろしたオリジナルのミステリードラマを放送し、スタジオゲストが視聴者とともに事件の真相を解き明かすことに挑戦する双方向型番組である。
放送は第1弾から第4弾までは二夜連続放送となっており、事件発生がメインとなる「第一夜」と解決編の「第二夜」の2回に分けて放送される。第5弾は一夜のみの1時間となっている。第6弾は一夜のみだが事件編と解決編に分かれる。
第1弾は特に探偵役を置かずに進行していたが、第2弾から第4弾では高校生で推理倶楽部CATSのメンバーである神戸 桃（かんべ もも）と仁科 三子（にしな みこ）、そして桃の兄で刑事の神戸 青（かんべ あお）の3人がレギュラーとして設定されている。
第5弾以降は推理倶楽部CATSの専属探偵である安芸 朔太郎（あき さくたろう）・朝永 日向（ともなが ひなた）・有馬 大和（ありま やまと）、そして弁護士である真東 一成（まひがし かずなり）の4人が設定されており、スタジオゲストを置かずドラマ内では朔太郎・日向・大和の3人が第1弾から第4弾でのスタジオゲスト同様にカードを使って事件の真相を解き明かすことに挑戦しており、その模様をTV中継している設定となっている。ただし、大和は第5弾の前半では容疑者の1人として登場し、容疑が晴れた後半から推理に参加している。そしてその際の推理力を認められ推理倶楽部CATSの専属探偵となっている。また真東は推理倶楽部CATSのプレミアムメンバーだが、実力不足であるため専属探偵の証であるバッジを持っておらずそのバッジを獲得すべく3人と行動を共にしている。

## 視聴者参加システム
視聴者は、第5弾まではホームページおよびデータ放送を使って番組に参加することができたが、第6弾はホームページからのみの参加となっている。放送中には「現地からの追加情報」として随時映像や手がかりが届けられ、それと同時に登場人物について記された「人物カード」が更新されたり、現場から見つかった証拠品や判明した事実などが記された「証拠品カード」が提示される。視聴者はその中から事件に深く関係するであろうカードをリモコンのボタンで選択することで、「自分の推理」として送信することができる。カードには事件への関係度合に応じて点数が設定されており、全て正しい選択肢を選ぶことができれば満点の100点となる。得点の上位者は、事前に登録するニックネームが番組終了後に発表される。
点数配分
第1弾
第一夜では1ブロック各3枚、4ブロックの証拠品カードを選択。得点は10点・5点・0点となっており、第1夜終了時点で現段階の得点が発表される。
第二夜にて新たに証拠品2ブロックと犯人当てが追加。昨夜の選択も変更でき、犯人的中で最高40点・証拠は1ブロック最高10点×6ブロックの100点満点。
第2弾
第二夜で4つの証拠品と犯人を決定。全て的中すれば100点満点。
第3弾
第一夜に4問・第二夜に6問出題。正解時には10点加算されるが、解答開始から時間経過とともに正解時の点数が減っていく。解答変更も可能だが、得られる得点は最後に解答を決定した時点の点数となる。全問正解かつ得点ロスなしのパーフェクト達成なら100点。
第4弾
第一夜に3問出題。1問33点で3問とも正解すれば100点。第二夜は第一部終盤に4問まとめて出題。1問25点で最高100点。二夜全て正解できれば200点満点となる。
第5弾
前半に2問、後半に3問出題。1問20点で5問とも正解すれば100点。
第6弾
事件編で3問、解決編で1問出題。事件編では1問に付き解答が3つずつあり、1つの正解につき10点で1問に付き最高30点、解決編の問題は10点で4問全て完璧に正解すれば100点となる。
また、番組公式サイトでは放送中の更新のみならず、第4弾までは第一夜から第二夜の間にも順次新たに判明した事実が追加される他、放送終了後も新たな謎や事実が提示される。
番組公式サイトでは放送前から「推理倶楽部CATSプレミアムメンバー試験」が開催され、出題される推理・謎解きクイズをクリアすることで「プレミアムメンバー」となることができ、放送中に詳細な自らの推理を投稿することできる（一部は番組で紹介される）。

## 放送リスト
|       | サブタイトル                       | 原作               | 放送日                                                                 |
| ----- | ---------------------------------- | ------------------ | ---------------------------------------------------------------------- |
| 第1弾 | 英国式ウイークエンド殺人事件       | ジョイ・スウィフト | 2013年12月7日 21:00 - 22:30 2013年12月8日 23:00 - 24:00                |
| 第2弾 | 忍びの里殺人事件                   | 麻耶雄嵩           | 2014年9月13日 21:00 - 22:30 2014年9月14日 23:00 - 24:00                |
| 第3弾 | 美白島殺人事件                     | 我孫子武丸         | 2015年7月18日 21:00 - 22:30 2015年7月19日 22:50 - 24:20                |
| 第4弾 | [四角館の密室]殺人事件             | 綾辻行人           | 2016年1月23日 21:00 - 22:30 2016年1月24日 21:00 - 22:00、22:50 - 23:20 |
| 第5弾 | CATSと聖夜の殺人者 EPSODE2.4       | 大山誠一郎         | 2016年12月24日 22:00 - 23:00                                           |
| 第6弾 | CATSと蘇ったモリアーティ EPSODE2.5 | イシイジロウ       | 2017年7月8日 19:00 - 20:05、21:35 - 22:00                              |

## 各事件の概要
第1弾 英国式ウイークエンド殺人事件
舞台は人里離れた場所にあるホテル。ここでは演劇集団「フェニックス劇団」が資金を集めるためのパーティーを開いていた。実は2013年5月に本拠地であるフェニックス劇場が謎の不審火により焼失。今回はその再建費用を集めるためのパーティーであった。
第2弾 忍びの里殺人事件
舞台はM県伊加市。松尾芭蕉や忍者ゆかりの地として知られ、現在はそれにちなんだ謎解きイベントが開催されており、参加者は芭蕉か忍者の装束を身に付けながら各所を周って謎解きに挑戦するという趣向となっている。
第3弾 美白島殺人事件
舞台はとある洋上に浮かぶ有人島・武根島。フェリーでしか行くことができないこの島は本島の「母島」と干潮時にできる洲を使って行くことができる「娘島」に分かれている。島に生えている「ダランボウ」と呼ばれる果実が美白化粧品として売り出され話題になったことから別名「美白島」とも呼ばれており、町おこしに一役買っている。また、島には漁師と美しい娘の悲恋にまつわる「おほう伝説」が流れている。
第4弾 [四角館の密室]殺人事件
美白島殺人事件から半年後、二本放送会社製作のドラマ「着ぐるみ探偵 〜中の人などいない〜」の第四弾「四角館の密室」のロケ地に集まった製作スタッフ、キャスト、大学受験のタイミングでトリック監修として上京をした三子と桃。ドラマ内で使われる「密室トリック」。しかしドラマ関係者がこれとは別の「密室トリック」で殺される事件がおこった…。
第5弾 CATSと聖夜の殺人者 EPSODE2.4
第6弾 CATSと蘇ったモリアーティ EPSODE2.5

## 出演者
- スタジオゲスト
  - 第1弾：小島慶子、法月綸太郎、マキタスポーツ
  - 第2弾：小島慶子、綾辻行人、マキタスポーツ
  - 第3弾：イシイジロウ、市川紗椰、マキタスポーツ
  - 第4弾：巧舟、市川紗椰、マキタスポーツ
- 推理倶楽部CATSの執事
  - 第1弾：高梨臨
  - 第2弾 - ：石澤典夫（NHKアナウンサー）
- ミステリードラマ
  - 第1弾：三宅民夫（NHKアナウンサー）、絵美里
  - 第2 - 4弾：金澤美穂（神戸桃 役）、椎名琴音（仁科三子 役）、森岡龍（神戸青 役）
  - 第2弾：宮川浩明（広小路正樹 役）、小野麻亜矢（広小路愛希 役）、夛留見啓助（広小路陽太 役）、小川武倫（上林佑希 役）、清水葉月（上林絵梨子 役）、中村邦晃（西大手晴清 役）、眼鏡太郎（猪田才蔵 役）、日栄洋祐（丸山佐助 役）、工藤時子（菊村花子 役）、しのへけい子（兎山月子 役）、よしのよしこ（冬野雪子 役）、麻耶雄嵩（写真を撮る通行人 役）、前野朋哉（イベントスタッフ 役）、横山真哉（イベントスタッフ 役）、大田雄史（イベントスタッフ 役）
  - 第3弾：大鳥れい（宮脇千夏 役）、テイ龍進（貴島翔 役）、鯨井康介（木村章一 役）、東亜優（香坂ほのか 役）、宇野祥平（山下隆弘 役）、狩野見恭兵（河野創太 役）、御伽ねこむ（漆原朱里 役）、横山真哉、大沢逸美（小野寺美智恵 役）
  - 第4弾：須賀貴匡（安野雅美 役）、古舘佑太郎（松浦尚志 役）、蔵下穂波（吉田絵里 役）、石崎なつみ（東奈々子 役）、橋本和加子（小野寺未央 役）、御伽ねこむ（漆原朱里 役）、足立理（高橋真琴 役）、奈緒（深迫めぐみ 役）、森本のぶ（鳥谷正弘 役）、日向丈（豊原英二 役）、前野朋哉、テイ龍進（貴島翔 役）、足立梨花（早乙女夏希 役）、関智一（氷川康太郎 役）、近藤芳正（蒲郡靖男 役）、綾辻行人（堤源三朗 役）
  - 第5・6弾：白石隼也（安芸朔太郎 役）、吉本実憂（朝永日向 役）、井之脇海（有馬大和 役）、浜野謙太（真東一成 役）
  - 第5弾：山田真歩（有馬加奈 役）、六角慎司（成田俊介 役）、松浦祐也（千葉伊助 役）、山本亜依（鵜野森早紀 役）、木村了（有馬隆司 役）、ダンカン（蕎麦屋 役）、内田春菊（有馬このえ 役）
  - 第6弾：塩野瑛久（浅井康男 役）、朝倉あき（中山かんな 役）、手塚真生（橋本みのり・橋本みつき 役）、田口隆祐（亀上彰 役）、阿部亮平（岩倉健之助 役）、山本圭祐（百日紅太一 役）、山本亜依（鵜野森早紀 役）、イシイジロウ（刑事 役）、北原尚彦（自転車の男 役）
声の出演：関智一（AIモリアーティ 役）、かかずゆみ（着ぐるみ探偵カトルワイデ2世 役）